# Ironheart
Ironheart är en amerikansk miniserie, skapad av Chinaka Hodge. Serien är baserad på Marvel Comics-karaktären Ironheart. Den kommer är en del av Marvel Cinematic Universe (MCU) och är producerad av Marvel Studios. Serien är regisserad av Sam Bailey och Angela Barnes. Huvudrollen spelas av Dominique Thorne som återkommer till sin roll som Riri Williams / Ironheart från filmen Black Panther: Wakanda Forever (2022).
Serien hade premiär på streamingtjänsten Disney+ den 24 juni 2025 och kommer bestå av sex avsnitt. Den var tidigare planerad att ha premiär under 2024, men blev uppskjuten på grund av manusförfattar- och skådespelarstrejkerna i Hollywood.

## Handling
Serien kretsar kring den tonårige uppfinnaren Riri Williams som skapar den mest avancerade rustningen sedan Iron Man.

## Rollista (i urval)
- Dominique Thorne – Riri Williams / Ironheart
- Anthony Ramos – Parker Robbins / The Hood
- Alden Ehrenreich
- Manny Montana
- Zoe Terakes
- Lyric Ross
- Harper Anthony
- Sacha Baron Cohen
- Cree Summer
- Rashida Olayiwola
- Paul Calderon
- Regan Aliyah
- Sonia Denis

## Produktion
Inspelningarna började på Trilith Studios i Atlanta, Georgia den 2 juni 2022. Inspelningsplatsen byttes senare till Chicago i slutet av oktober och där serien blev färdiginspelad i början av november samma år.